# На дорозі (фільм)
«На дорозі» (англ. On the Road) — кінофільм режисера Волтера Саліса, що вийшов на екрани у 2012 році. Екранізація однойменного роману Джека Керуака. В українському прокаті фільм йшов російською мовою та з українськими субтитрами.

## Зміст
У письменника Села недавно помер батько. Молода пара Дін і Марілу нещодавно возз'єдналися після того, як Дін відбув термін у колонії. Троє героїв відчувають взаємну симпатію і вирішують почати свої життя з чистого аркуша. Вони вирушають у довгу подорож, яка обіцяє їм нові знайомства та захопливі пригоди.

## Ролі
| Актор           | Роль                              |
| --------------- | --------------------------------- |
| Ґаррет Гедлунд  | Дін Моріарті / Ніл Кесседі        |
| Сем Райлі       | Сел Парадіз / Джек Керуак         |
| Крістен Стюарт  | Мерілу / Луанне Гендерсон         |
| Емі Адамс       | Джейн / Джоан Воллмер             |
| Том Старрідж    | Карло Маркс / Аллен Гінзберг      |
| Денні Морган    | Ед Дункель / Аль Гінкл            |
| Алісі Брага     | Террі / Бі Франко                 |
| Елізабет Мосс   | Галатея Дункель / Гелен Гінкл     |
| Кірстен Данст   | Каміль Моріарті / Керолін Кесседі |
| Вігго Мортенсен | Старий Бик Лі / Вільям Барроуз    |
| Стів Бушемі     | продавець                         |
| Терренс Говард  | Волтер                            |

## Знімальна група
- Режисер — Волтер Саліс[en]
- Сценарист — Хосе Рівера, Джек Керуак
- Продюсер — Роман Коппола, Шарль Жілібер, Натанаель Карміц
- Композитор — Густаво Сантаолалья